# Josip Elez
Josip Elez (Spalato, 25 aprile 1994) è un calciatore croato, difensore svincolato.

## Carriera

### Club

#### Hajduk Spalato
Cresce nelle giovanili dell'Hajduk Spalato e il 24 aprile 2012 fa il suo esordio da professionista con la maglia della prima squadra, nella sconfitta di campionato contro l'Inter Zaprešić, Josip subentra a Josip Radošević al minuto 27 e al minuto 70 viene ammonito. Torna in campo, da professionista, il 2 marzo 2013 nella vittoria per 2-0 di campionato contro il Cibalia, Josip entra in campo al minuto 90. Il 22 maggio 2013 vince il suo primo titolo, l'Hajduk Spalato batte, in finale di Coppa di Croazia, la Lokomotiva Zagabria per un complessivo di 5-4 tra andata e ritorno.

#### Lazio e i vari prestiti
Il 24 luglio 2013 il club italiano della Lazio comunica di aver acquistato il giovane difensore a titolo definitivo. Per la prima stagione con il club biancoceleste viene aggregato alla squadra primavera con la quale vince una Coppa Italia Primavera.
Il 1º settembre 2014 viene ceduto, in prestito, al Grosseto militante in Lega Pro, terzo livello del campionato italiano di calcio. Fa il suo esordio il 6 settembre successivo nella vittoria esterna, per 1-3, contro il Teramo. Con i vari cambi in panchina che subisce la squadra toscana durante la stagione il giovane difensore croato decide di lasciare Grosseto e l'Italia e di accettare il prestito, di un anno e mezzo, propostogli dal club ungherese dell'Honvéd militante nella Nemzeti Bajnokság I, massima divisione del campionato ungherese di calcio. Con la maglia rossonera esordisce il 28 febbraio 2015 in occasione della sconfitta esterna, per 2-0, contro il Nyíregyháza Spartacus. A fine stagione totalizza 14 presenze, tutte da titolare, riuscendo ad ottenere anche la salvezza del club.
Il 25 giugno 2015 passa, sempre in prestito, al club neopromosso danese dell'Aarhus. Esordisce il 27 luglio successivo in occasione del pareggio esterno, per 0-0, contro il Viborg. Il 15 agosto 2015 mette a segno la sua prima rete, in terra danese, in occasione della sconfitta casalinga, per 2-3, contro l'Aalborg. Il 5 maggio 2016 disputa la finale di Coppa di Danimarca contro il Copenaghen dove quest'ultimo si impone per 2-1 facendo così perdere la coppa al difensore croato e alla sua squadra. Conclude il prestito in terra danese con un bottino di 29 presenze e 2 reti.

#### Rijeka
Il 23 giugno 2016 viene nuovamente ceduto in prestito questa volta per vestire la maglia del club croato del Rijeka. L'esordio arriva il 16 luglio successivo in occasione della prima giornata di campionato dove gioca da titolare la partita, vinta per 0-3, contro lo Spalato. Il 28 luglio disputa la sua prima partita di Europa League in occasione del pareggio, per 0-0, contro l'İstanbul Başakşehir. Il 5 novembre 2016 arrivano le sue prime due reti con la maglia del Rijeka in occasione della vittoria casalinga, per 2-1, contro l'Hajduk Spalato, sua ex squadra. Il 21 maggio 2017, con un turno d'anticipo, si laurea campione di Croazia con il Rijeka poiché la squadra di Fiume si piazza al primo posto vincendo così il suo primo campionato della sua storia e fermando le vittorie della Dinamo Zagabria che andavano avanti ininterrotte dal 2006. Dieci giorni più tardi vince anche la Coppa di Croazia sempre ai danni della Dinamo Zagabria che viene surclassata con un netto 1-3. Conclude la stagione con un bottino di 40 presenze e 2 reti che hanno contribuito alla vittoria dei due titoli nazionali.
Il 1º luglio 2017 viene acquistato dal club croato, per una cifra vicina ai 500.000 euro, con il quale firma un contratto valido fino al 2020. L'11 luglio successivo disputa la sua prima partita di Champions League in occasione del turno preliminare, vinto per 2-0, contro i gallesi del The New Saints. Il 14 settembre arriva la prima marcatura in campo internazionale in occasione della partita di Europa League persa, per 1-2, contro i greci dell'AEK Atene.

#### Hannover 96
L'8 gennaio 2018 viene ceduto, a titolo temporaneo, ai tedeschi dell'Hannover 96 con i quali esordisce il 28 gennaio nella sconfitta casalinga, per 0-1, contro il Wolfsburg. Conclude la stagione con un bottino di 11 presenze.
Nel luglio del 2018 viene acquistato a titolo definitivo per una cifra vicina ai 2,5 milioni di euro. Il 25 maggio 2021, dopo tre anni e mezzo con la casacca dei Die Roten, dice addio al club di Hannover.

#### Il ritorno a Spalato
Il 28 maggio 2021, pochi giorno dopo aver rescisso il contratto con la squadra tedesca, firma da svincolato un quadriennale con la squadra che lo ha lanciato, tornando dopo 8 anni nell'Hajduk Spalato. Il 29 agosto segna la prima rete con i Bili nel derby dell'Adriatico perso 1-2 contro il Rijeka. Il 5 dicembre seguente assiste Marko Livaja per il gol del momentaneo 0-1 nel derby eterno vinto contro la Dinamo Zagabria (0-2).  Il 9 aprile 2022 sigla il gol vittoria nel match di campionato vinto 2-1 contro il Sebenico. Il 14 giugno seguente viene inserito nei miglior undici giocatori della stagione appena terminata del campionato croato. Nell’estate 2025, dopo aver trascorso quattro stagioni consecutive tra le file del club, termina la sua avventura spalatina al termine naturale del contratto.

### Nazionale
Ha giocato nelle nazionali giovanili croate Under-16, Under-17, Under-19 ed Under-21.

## Statistiche

### Presenze e reti nei club
Statistiche aggiornate al 18 aprile 2025.
| Stagione              | Squadra               | Campionato            | Campionato | Campionato | Coppe nazionali | Coppe nazionali | Coppe nazionali | Coppe continentali | Coppe continentali | Coppe continentali | Altre coppe | Altre coppe | Altre coppe | Totale | Totale |
| Stagione              | Squadra               | Comp                  | Pres       | Reti       | Comp            | Pres            | Reti            | Comp               | Pres               | Reti               | Comp        | Pres        | Reti        | Pres   | Reti   |
| --------------------- | --------------------- | --------------------- | ---------- | ---------- | --------------- | --------------- | --------------- | ------------------ | ------------------ | ------------------ | ----------- | ----------- | ----------- | ------ | ------ |
| 2011-2012             | Hajduk Spalato        | 1. HNL                | 1          | 0          | CC              | 0               | 0               | UEL                | 0                  | 0                  | -           | -           | -           | 1      | 0      |
| 2012-2013             | Hajduk Spalato        | 1. HNL                | 2          | 0          | CC              | 0               | 0               | UEL                | 0                  | 0                  | -           | -           | -           | 2      | 0      |
| 2013-2014             | Lazio                 | A                     | 0          | 0          | CI              | 0               | 0               | UEL                | 0                  | 0                  | SI          | 0           | 0           | 0      | 0      |
| 2014-feb. 2015        | Grosseto              | LP                    | 15         | 1          | CI-LP           | 0               | 0               | -                  | -                  | -                  | -           | -           | -           | 15     | 1      |
| feb.-giu. 2015        | Honvéd                | NB I                  | 13         | 0          | CU+CdL          | 0+1             | 0               | -                  | -                  | -                  | -           | -           | -           | 14     | 0      |
| 2015-2016             | Aarhus                | SL                    | 25         | 2          | CD              | 4               | 0               | -                  | -                  | -                  | -           | -           | -           | 29     | 2      |
| 2016-2017             | Rijeka                | 1. HNL                | 34         | 2          | CC              | 4               | 0               | UEL                | 2                  | 0                  | -           | -           | -           | 40     | 2      |
| 2017-gen. 2018        | Rijeka                | 1. HNL                | 13         | 0          | CC              | 2               | 0               | UCL+UEL            | 6+5                | 0+2                | -           | -           | -           | 26     | 2      |
| Totale Rijeka         | Totale Rijeka         | Totale Rijeka         | 47         | 2          |                 | 6               | 0               |                    | 13                 | 2                  |             | -           | -           | 66     | 4      |
| gen.-giu. 2018        | Hannover 96           | BL                    | 11         | 0          | CG              | -               | -               | -                  | -                  | -                  | -           | -           | -           | 11     | 0      |
| 2018-2019             | Hannover 96           | BL                    | 10         | 0          | CG              | 1               | 0               | -                  | -                  | -                  | -           | -           | -           | 11     | 0      |
| 2019-2020             | Hannover 96           | ZL                    | 23         | 0          | CG              | 0               | 0               | -                  | -                  | -                  | -           | -           | -           | 23     | 0      |
| 2020-2021             | Hannover 96           | ZL                    | 17         | 0          | CG              | 0               | 0               | -                  | -                  | -                  | -           | -           | -           | 17     | 0      |
| Totale Hannover 96    | Totale Hannover 96    | Totale Hannover 96    | 61         | 0          |                 | 1               | 0               |                    | -                  | -                  |             | -           | -           | 62     | 0      |
| 2021-2022             | Hajduk Spalato        | 1. HNL                | 31         | 2          | CC              | 3               | 0               | UECL               | 2                  | 0                  | -           | -           | -           | 36     | 2      |
| 2022-2023             | Hajduk Spalato        | HNL                   | 11         | 0          | CC              | 0               | 0               | UECL               | 4                  | 0                  | SC          | 1           | 0           | 16     | 0      |
| 2023-2024             | Hajduk Spalato        | HNL                   | 16         | 0          | CC              | 2               | 1               | UECL               | 0                  | 0                  | SC          | 0           | 0           | 18     | 1      |
| 2024-2025             | Hajduk Spalato        | HNL                   | 12         | 0          | CC              | 2               | 0               | UECL               | 0                  | 0                  | -           | -           | -           | 14     | 0      |
| Totale Hajduk Spalato | Totale Hajduk Spalato | Totale Hajduk Spalato | 73         | 2          |                 | 7               | 1               |                    | 6                  | 0                  |             | 1           | 0           | 84     | 3      |
| Totale carriera       | Totale carriera       | Totale carriera       | 234        | 7          |                 | 19              | 1               |                    | 19                 | 2                  |             | 1           | 0           | 273    | 10     |

## Palmarès

### Club

#### Competizioni giovanili
- Coppa Italia Primavera: 1

Lazio: 2013-2014

#### Competizioni nazionali
- Coppa di Croazia: 4

Hajduk Spalato: 2012-2013, 2021-2022, 2022-2023
Rijeka: 2016-2017
- Campionato croato: 1

Rijeka: 2016-2017